# Patho
 (janvier 2018).
Si vous disposez d'ouvrages ou d'articles de référence ou si vous connaissez des sites web de qualité traitant du thème abordé ici, merci de compléter l'article en donnant les références utiles à sa vérifiabilité et en les liant à la section « Notes et références ».
Patho est le nom d'une tribu situé au sud-est de l'île de Maré aux îles Loyauté en Nouvelle-Calédonie. Elle est l'une des quatre tribus du district coutumier de Pénélo.